# アリシア・ウィット
アリシア・ウィット（Alicia Witt、1975年8月25日 - ）は、アメリカ合衆国マサチューセッツ州ウースター出身の女優、歌手、モデル。

## 略歴
両親共に教師。母親のダイアンは88年から96年まで世界最長の髪の持ち主としてギネス世界記録に載ったこともある。また兄のイアン・ロブ・ウィットとは『オブセッション/愛欲の幻』で共演している。
テレビに出演していたところデヴィッド・リンチに見出され、1984年にリンチ監督の『砂の惑星』で映画デビュー。その後しばらくは学業に専念するが、11歳の時には天才ピアニストとしてLAタイムズ紙に紹介され、以降ピアノ演奏に加えシンガーソングライターとしても活動している。
14歳でカリフォルニアに移り、本格的に女優として活動。1990年にはTVドラマ『ツイン・ピークス』のリンチが監督した第9話（シーズン2の第1話）にドナ・ヘイワードの妹ガーステン役で出演。エンドクレジット部分ではピアノも吹き替え無しで弾いている。1993年のTVシリーズ『ホテル・ルーム』でもリンチが監督したエピソード“停電”に出演した。
TVでは他に1995年から1998年までCBSのコメディ番組Cybillにシビル・シェパードの娘ゾーイ・ウッドバイン役でレギュラ出演していた。
1995年の映画『陽のあたる教室』でクラリネット演奏をマスターする女子高生ガートルード役で注目され、1998年にはホラー映画『ルール』のナタリー役で初の主役を演じる。
2004年には短編映画Girls' Lunchで脚本・製作も担当。2006年の短編映画Belinda's Swan Songではそれに加え初監督にも挑んだ。
2000年のTV映画『クレアの恋愛狂奏曲』でU.S. コメディ・アート・フェスティバルの女優賞を受賞している。

## 出演作品

### 映画
| 公開年 | 邦題 原題                                        | 役名                     | 備考                                               |
| ------ | ------------------------------------------------ | ------------------------ | -------------------------------------------------- |
| 1984   | 砂の惑星 Dune                                    | アリア・アトレイデス     | Alicia Roanne Wittの表記での出演                   |
| 1991   | オブセッション/愛欲の幻 Liebestraum              | 夢の中の少女             | Alicia Roanne Wittの表記での出演                   |
| 1993   | 恋愛の法則 Bodies, Rest & Motion                 | エリザベス               |                                                    |
| 1994   | Fun                                              | Bonnie                   |                                                    |
| 1995   | フォー・ルームス Four Rooms                      | キヴァ                   | 第1話「ROOM 321 お客様は魔女」に出演               |
| 1995   | 陽のあたる教室 Mr. Holland's Opus                | ガートルード・ラング     |                                                    |
| 1998   | ルール Urban Legend                              | ナタリー・サイモン       |                                                    |
| 2000   | クレアの恋愛狂奏曲 Playing Mona Lisa             | クレア・ゴールドスタイン | テレビ映画、日本ではスター・チャンネルでの放映のみ |
| 2000   | セシル・B/ザ・シネマ・ウォーズ Cecil B. DeMented | チェリッシュ             |                                                    |
| 2001   | バニラ・スカイ Vanilla Sky                       | リビー                   |                                                    |
| 2001   | 彼女の恋からわかること Ten Tiny Love Stories     | トゥー                   |                                                    |
| 2002   | トゥー・ウィークス・ノーティス Two Weeks Notice  | ジューン・カーバー       |                                                    |
| 2004   | ニーベルングの指環 Ring of the Nibelungs         |                          | テレビ映画                                         |
| 2005   | ママが泣いた日 The Upside of Anger               | ハドリー・ウルフマイヤー |                                                    |
| 2006   | ラスト・ホリデイ Last Holiday                    | ミセス・バーンズ         |                                                    |
| 2007   | 88ミニッツ 88 Minutes                            | キム・カミングス         |                                                    |
| 2020   | パーフェクト・ケア I Care a Lot                  | カレン・エイモス医師     |                                                    |
| 2022   | アリス Alice                                     | レイチェル               |                                                    |
| 2024   | ロングレッグス Longlegs                          | ルス・ハーカー           |                                                    |

### テレビシリーズ
| 放映年    | 邦題 原題                                                | 役名                   | 備考                                                       |
| --------- | -------------------------------------------------------- | ---------------------- | ---------------------------------------------------------- |
| 1990,2017 | ツイン・ピークス Twin Peaks                              | ガーステン・ヘイワード | テレビシリーズ、シーズン2のエピソード1に出演               |
| 1993      | デビッド・リンチのホテル・ルーム Hotel Room              | ダイアン               | テレビシリーズ、第3話“停電”に出演                          |
| 1997-2002 | アリー my Love                                           | ホープ・マーシー       | 第3シーズン(2001年)20,21話に出演。21話には歌唱シーンあり。 |
| 2007      | LAW & ORDER:犯罪心理捜査班 Law & Order: Criminal Intent  | ノーラ・ファラッチ刑事 | テレビシリーズ、シーズン7のエピソード2､4､6､8､10に出演      |
| 2009-2011 | Friday Night Lights                                      | シェリル               | テレビシリーズ、9エピソードに出演                          |
| 2009-2012 | メンタリスト The Mentalist                               | ロザリンド             | テレビシリーズ、3エピソードに出演                          |
| 2012      | PERSON of INTEREST 犯罪予知ユニット Person of Interest   | コニー・ワイラー       | テレビシリーズ、シリーズ2のエピソード6に出演               |
| 2013      | 裏切りの二重奏 Betrayal                                  | ゾーイ                 | テレビシリーズ、シリーズ1のエピソード7に出演               |
| 2014      | JUSTIFIED 俺の正義 Justified                             | ウェンディ・クロウ     | テレビシリーズ、10エピソードに出演                         |
| 2014      | エレメンタリー ホームズ＆ワトソンin NY ELEMENTARY        | デイナ・パウエル       | テレビシリーズ、シーズン3第15話                            |
| 2015      | House of Lies                                            | マヤ                   | テレビシリーズ、2エピソードに出演                          |
| 2016      | Nashville                                                | オータム・チェイス     | テレビシリーズ、6エピソードに出演                          |
| 2016      | Motive                                                   | シンディ・バーノン     | テレビシリーズ、シリーズ4のエピソード6に出演               |
| 2017      | エクソシスト 孤島の悪魔 The Exorcist                     | ニコール               | テレビシリーズ、6エピソードに出演                          |
| 2018      | ハイ・ライフ DISJOINTED                                  | ロージー・ブッシュ     | テレビシリーズ、シーズン2第2話ゲスト                       |
| 2019      | オレンジ・イズ・ニュー・ブラック Orange Is the New Black | ゼルダ                 | テレビシリーズ                                             |

## 参照
1. ↑  Alicia Witt Biography (1975-)
2. ↑  Lavallee, Wendy (1980年9月17日). “Little Girl's Big Intellect Amazes Parents, Doctors”. Pittsburgh Press 2010年9月11日閲覧。 {{cite news}}: 不明な引数|coauthors=が空白で指定されています。 (説明)⚠